# 貝茲旅館 (第二季)
《貝茲旅館》（英語：Bates Motel）第二季由10集組成，於2014年3月3日在A&E上首播。於星期一下午9時ET/PT在A&E上播放，2014年5月5日結束。本劇被稱為1960年電影《觸目驚心》的當代前傳，講述諾曼·貝茲和他母親諾瑪在俄勒岡州白松灣（White Pine Bay）的虛構城鎮裏的生活，故事發生在希治閣電影中發生的事件之前。
本季得到來自電視評論家的正面評價。《貝茲旅館》於第二季的五集播出後獲得續訂第三季。韋娜·法米加和費迪·夏摩亞憑他們在本季的演出分別獲得提名2014年電視評論家選擇獎的最佳戲劇類女演員和最佳戲劇類男演員和2014年土星獎最佳電視女主角/最佳電視男主角。2014年10月7日發售本季的藍光光碟和DVD。

## 角色與卡司

### 主要角色
- 薇拉·法蜜嘉 飾演 諾瑪·露意絲·貝茲
- 佛瑞迪·海默 飾演 諾曼·貝茲
- 麥斯·希羅 飾演 迪倫·馬賽
- 奥利维亚·库克 飾演 艾瑪·戴寇迪
- 妮寇拉·佩茲 飾演 布萊德莉·馬汀
- 內斯特·卡博內爾 飾演 亞歷克斯·羅密歐警長

### 常設角色
- 麥可·歐尼爾 飾演 尼克·福特
- 麥可·伊克魯德 飾演 贊恩·摩根
- 伊恩·崔西 飾演 雷默·華勒斯
- 帕洛瑪·克維亞特夫斯基 飾演 寇蒂·布雷能
- 邁克·瓦爾坦 飾演 喬治·海爾登斯
- 蕾貝卡·克瑞斯科夫 飾演 克莉絲汀·海爾登斯
- 凱瑟琳·羅勃斯頓 飾演 茱蒂·摩根
- 基南·崔西 飾演 岡納
- 肯尼·強森 飾演 凱勒·考洪
- 馬修·曼迪 傑夫寇特副警長
- 麥可·羅傑斯 飾演 吉米·布雷能
- 法蘭西斯·X·麥卡錫 飾演 德克蘭·羅傑斯
- 亞甘·達希 飾演 佩蒂·林副警長
- 艾莉亞·歐布萊恩 飾演 瑞吉娜·沃斯

### 客串角色
- 勞勃·莫洛尼 飾演 李·柏曼
- 文森·蓋爾 飾演 吉爾·透納
- 吉莉安·巴柏 飾演 海倫·金斯堡醫生
- 理查·哈蒙 飾演 理查·席爾摩
- 黎妮·伊凡 飾演 艾蜜莉亞·馬汀
- 布瑞丹·佛萊契 飾演 凱爾·米勒
- 薇娜·蘇德 飾演 伊莉莎白·J·薛佛醫生
- 莎拉·葛雷 飾演 年輕的諾瑪
- 安德魯·艾瑞爾 飾演 羅勃·伍卓夫市長
- 約翰·卡西尼 飾演 麥斯·伯洛維茲
- 琪根·康納·崔西 飾演 布蕾兒·華森老師

## 集數
| 總集數 | 集數 （季） | 標題                              | 導演               | 編劇                          | 首播日期      | 美國收視人數 （百萬） |
| ------ | ----------- | --------------------------------- | ------------------ | ----------------------------- | ------------- | --------------------- |
| 11     | 1           | 雖死而不忘 Gone But Not Forgotten | Tucker Gates       | 卡爾頓·庫斯 及 Kerry Ehrin    | 2014年3月3日  | 3.07                  |
| 12     | 2           | 疑惑之影 Shadow of a Doubt        | Tucker Gates       | Kerry Ehrin                   | 2014年3月10日 | 2.22                  |
| 13     | 3           | 凱勒 Caleb                        | Lodge Kerrigan     | 亞歷山德拉·坎寧安             | 2014年3月17日 | 1.85                  |
| 14     | 4           | 退房 Check-Out                    | John David Coles   | Liz Tigelaar                  | 2014年3月24日 | 2.23                  |
| 15     | 5           | 脫身者 The Escape Artist          | Christopher Nelson | Nikki Toscano                 | 2014年3月31日 | 2.27                  |
| 16     | 6           | 涉險 Plunge                       | 艾德·比安奇        | Kerry Ehrin                   | 2014年4月7日  | 2.24                  |
| 17     | 7           | 推定無罪 Presumed Innocent        | 羅克珊·道森        | 亞歷山德拉·坎寧安             | 2014年4月14日 | 2.44                  |
| 18     | 8           | 崩潰 Meltdown                     | 艾德·比安奇        | Liz Tigelaar 及 Nikki Toscano | 2014年4月21日 | 2.10                  |
| 19     | 9           | 箱子 The Box                      | Tucker Gates       | 卡爾頓·庫斯 及 Kerry Ehrin    | 2014年4月28日 | 2.25                  |
| 20     | 10          | 不變的真實 The Immutable Truth    | Tucker Gates       | 卡爾頓·庫斯 及 Kerry Ehrin    | 2014年5月5日  | 2.30                  |

## 外部連結
- 官方网站
- 互联网电影数据库（IMDb）上《貝茲旅館》的资料（英文）